# Мэри (фильм)
«Мэри» (англ. Mary, нем. Der Prozeß Baring) — фильм режиссёра Альфреда Хичкока, снятый в 1931 году. Немецкая версия фильма этого же режиссёра «Убийство!» (1930). Экранизация романа Клеменса Дейна и Хелен Симпсон «В дело вступает сэр Джон» («Enter Sir John»).

## Сюжет
После вынесения обвинительного приговора по делу об убийстве, один из присяжных сомневается в правильности вердикта и начинает собственное расследование, пока приговор не привели в исполнение…

## В ролях
- Альфред Абель — сэр Джон Меньер
- Ольга Чехова — Мэри Бэринг
- Пауль Грец — Бобби Браун
- Лотте Штейн — Биби Браун
- Эккхард Арендт — Хэндел Фейн
- Джон Майлонг — Джон Стюарт
- Луи Ральф — Бенне
- Эрмина Штерлер — мисс Миллер
- Фриц Альберти — защитник
- Эльзе Шунцель
- Юлиус Брандт
- Рудольф Майнхард-Юнгер
- Фриц Гроссман
- Люция Ойлер
- Гарри Хардт — инспектор
- Ойген Бург — детектив
- Хейнрих Гото
- Эсме Чаплин — прокурор
- Майлз Мэндер — Гордон Мур
- Герта фон Вальтер

## Съёмочная группа
- Режиссёр: Альфред Хичкок
- Сценаристы: Клеманс Дейн, Герберт Юттке, Джордж Кларен, Альма Ревиль, Хелен Симпсон
- Оператор: Джек Э. Кокс
- Звукооператор: Сесил Торнтон